# Episodi di All Saints (terza stagione)
La terza stagione della serie televisiva All Saints è stata trasmessa in anteprima in Australia da Seven Network tra l'8 febbraio 2000 e il 21 novembre 2000.
| nº | Titolo originale                    | Titolo italiano | Prima TV Australia | Prima TV Italia |
| -- | ----------------------------------- | --------------- | ------------------ | --------------- |
| 1  | Valley of the Shadow (Part 1)       |                 | 8 febbraio 2000    |                 |
| 2  | Valley of the Shadow (Part 2)       |                 | 9 febbraio 2000    |                 |
| 3  | Bending and Breaking                |                 | 15 febbraio 2000   |                 |
| 4  | Eye of the Beholder                 |                 | 22 febbraio 2000   |                 |
| 5  | First Do No Harm                    |                 | 29 febbraio 2000   |                 |
| 6  | After the Ball                      |                 | 7 marzo 2000       |                 |
| 7  | Command and Control                 |                 | 14 marzo 2000      |                 |
| 8  | A Fraction Too Much Friction        |                 | 21 marzo 2000      |                 |
| 9  | A Fine Balance                      |                 | 28 marzo 2000      |                 |
| 10 | In the Blood                        |                 | 4 aprile 2000      |                 |
| 11 | Hearts and Minds                    |                 | 11 aprile 2000     |                 |
| 12 | Food for Thought                    |                 | 18 aprile 2000     |                 |
| 13 | Blessed Release                     |                 | 25 aprile 2000     |                 |
| 14 | Rush to Judgement                   |                 | 2 maggio 2000      |                 |
| 15 | Judge Not...                        |                 | 9 maggio 2000      |                 |
| 16 | ...Lest Ye Be Judged                |                 | 16 maggio 2000     |                 |
| 17 | Duty of Care                        |                 | 23 maggio 2000     |                 |
| 18 | Beyond All Praise                   |                 | 30 maggio 2000     |                 |
| 19 | Out of Nowhere                      |                 | 6 giugno 2000      |                 |
| 20 | Frozen in Time                      |                 | 13 giugno 2000     |                 |
| 21 | Girl of the Moment                  |                 | 20 giugno 2000     |                 |
| 22 | Dead on Time                        |                 | 27 giugno 2000     |                 |
| 23 | Blood, Sweat & Tears                |                 | 4 luglio 2000      |                 |
| 24 | Twentieth Century Blues             |                 | 11 luglio 2000     |                 |
| 25 | Into the Unknown                    |                 | 18 luglio 2000     |                 |
| 26 | Promise of Things to Come           |                 | 25 luglio 2000     |                 |
| 27 | What Becomes of the Broken Hearted? |                 | 1º agosto 2000     |                 |
| 28 | The Cost of Living                  |                 | 8 agosto 2000      |                 |
| 29 | One for the Road                    |                 | 15 agosto 2000     |                 |
| 30 | Another Place, Another Time         |                 | 22 agosto 2000     |                 |
| 31 | Bosom of the Family                 |                 | 29 agosto 2000     |                 |
| 32 | Duty Bound                          |                 | 5 settembre 2000   |                 |
| 33 | Tender Loving Care                  |                 | 12 settembre 2000  |                 |
| 34 | Ghosts                              |                 | 3 ottobre 2000     |                 |
| 35 | More Than Life                      |                 | 10 ottobre 2000    |                 |
| 36 | The Best Laid Plans                 |                 | 17 ottobre 2000    |                 |
| 37 | Lottery of Life                     |                 | 24 ottobre 2000    |                 |
| 38 | Fate Dances with Lady Luck          |                 | 31 ottobre 2000    |                 |
| 39 | Me, Myself and I                    |                 | 7 novembre 2000    |                 |
| 40 | Heart and Soul                      |                 | 14 novembre 2000   |                 |
| 41 | Stolen Moments                      |                 | 21 novembre 2000   |                 |